# Etlingera maingayi
Espèce
Etlingera maingayi est une espèce végétale de la famille des Zingiberaceae.